# 大五栄養化学
大五栄養化学株式会社（だいごえいようかがく、英文:DAIGO NUTRITIVE CHEMICALS, LTD.）は、かつて存在した日本の製薬会社。武田薬品の100%子会社であった。

## 会社概要
通称は「ダイゴ」。1921年（大正10年）8月、補血滋養強壮剤総合アミノ酸製剤「ポリタミン」の生産・製造・販売を目的として創業。ビタミンC配合滋養強壮内服液「ポリタンC」を初めとした一般用医薬品を中心に、医療用医薬品と食品及び培地の事業内容を行っていた。
1987年（昭和62年）10月1日、日本製薬と合併。現・日本製薬株式会社となった（存続会社は日本製薬）。

## 事業内容
- 医薬品・食品及び培地の研究開発・製造・販売

## 沿革
- 1921年（大正10年）8月25日 - 大阪府西成郡千船町大字和田に大五製薬合資会社を設立。アミノ酸製剤「ポリタミンシロップ」の製造を開始。
- 1924年（大正13年）12月 - 社名を大五製薬株式会社に変更。
- 1925年（大正14年） - 株式会社武田長兵衛商店（現・武田薬品工業）と販売契約を締結。
- 1928年（昭和3年）2月 - 大阪府大阪市淀川区野中北に工場を建設し移転。
- 1938年（昭和13年）12月1日 - 社名を武田栄養化学株式会社に変更。
- 1947年（昭和22年）10月 - 社名を大五栄養化学株式会社へ変更。
- 1949年（昭和24年） - 医療用医薬品アミノ酸製剤「ポリタミン注射液」を発売。
- 1960年（昭和35年） - 一般用医薬品滋養強壮内服液「ポリタン内服液」を発売。
- 1966年（昭和41年） - 一般用医薬品ビタミンC配合滋養強壮内服液「ポリタンC」を発売。
- 1971年（昭和46年） - 一般用医薬品ローヤルゼリー・ビタミンC・タウリン配合滋養強壮内服液「ハイポリタンC」、うがい薬「ソルタンS」を発売。
- 1974年（昭和49年） - 静注用脂肪乳剤「イントラファット」を発売。
- 1976年（昭和51年） - 殺菌消毒剤「オスバン」の製造が、武田薬品工業から当社へ移行。
- 1987年（昭和62年）
  - 1月 - 50mlミニドリンク剤「アリナミンV-DRINK」のOEM生産を開始。
  - 10月1日 - 日本製薬と合併。新「日本製薬株式会社」が発足。

## 事業所一覧
1987年（昭和62年）9月30日終了時点
- 本社
  - 〒532-0034 - 大阪府大阪市淀川区野中北二丁目12番44号（現在は解体）

### 工場
- 大阪工場
  - 〒532-0034 - 大阪府大阪市淀川区野中北二丁目12番44号（本社内、現在は解体）
- 熊本工場（熊本県熊本市、現在は解体）

### 営業所
- 札幌営業所（北海道札幌市）
- 仙台営業所（宮城県仙台市）
- 東京営業所（東京都）
- 名古屋営業所（愛知県名古屋市）
- 大阪営業所（大阪府大阪市）
- 広島営業所（広島県広島市）
- 高松営業所（香川県高松市）
- 福岡営業所（福岡県福岡市）

## 主要製品

### 医療用医薬品
- ポリタミン注射液
- メチオポリタミン注
- ESポリタミン注
- ESポリタミン顆粒
- ESポリタミンS1注
- ESポリタミンS2注
- ESポリタミンD注
- ESポリタミンPm注
- グルコポリタミン注
- ポリトニック末
- ポリトニックP
- 皮下用ポリタミン注
- エスタチオン錠
- エスタチオン散
- 注射用エスタチオン
- ニウトリン末
- ニウトリン錠
- デキストランG
- デキストロン注射液
- デキストロンA注
- デキストロンR注
- カロン末
- イスポール注
- イスポールS注
- 3%イスポールK注
- マルトース注「ダイゴ」
- マンゲニン注
- マンゲニンF注
- イスポール注
- ウロキナーゼ注「ダイゴ」
- サプラトールカプセル
- テレコール注
- テレコールカプセル
- トリプタン末
- トリプタン顆粒
- トリプタン錠
- オスバン液「ダイゴ」 - 武田薬品工業から移行。
- オスバン消毒液10% - 日本薬局方塩化ベンザルコニウム液消毒剤（逆性石けん液）「オスバン液「ダイゴ」」を改称。
- オスバン消毒液0.025%
- オスバン消毒液0.05%
- オスバン消毒液0.1%
- イントラファット注
- ソビトール注
- ラーメル注
- ラーメルR注
- ゼノワールカプセル
- 注射用ユークロン
- ユークロン散
- ユークロン錠
- ポリカルチン注
- ポリカルチン顆粒
- ポリカルチン錠
- フィニトール末
- ヌクレトン注
- ロロン末
- コリゲン末

### 一般用医薬品
- ポリタミン錠
- ポリタミンシロップ
- 新ポリタミンD内服液
- セントクリンベビー
- オスバンS（殺菌消毒剤） - 現在は日本製薬へ移行。
- ポリタン胃腸薬
- ポリタン胃腸薬A - 現在は日本製薬へ移行。
- タフナ - 現在は日本製薬へ移行。
- クールベ - 現在は日本製薬へ移行。
- ソルタン（うがい薬）
- ソルタンS（うがい薬）
- ソルタンスプレー
- トコロール錠
- ポリタン内服液
- ポリタンゴールド内服液
- 強力ポリタン内服液 - 現在は日本製薬へ移行。
- ポリタンD内服液
- ポリタンエース内服液
- ポリタンローヤル内服液 - 現在は日本製薬へ移行。
- ポリタンC - 現在は日本製薬へ移行。
- ハイポリタンD内服液
- ハイポリタンC - 現在は日本製薬へ移行。

### 動物用医薬品
- 獣医用オスバン液「ダイゴ」
- ヨブタン
- ロロン

### 食品
- カビサイジン
- アミックス
- アミックスR

### その他
- 培地「ダイゴ」 - 販売は和光純薬工業が行っている。
- ポリペプトン

## CM出演者
- 藤岡琢也（ハイポリタンC、ポリタン胃腸薬A）